# Esan
Gli Esan (si pronuncia E-san non Ih-shan) sono un gruppo etnico che popola lo stato di Edo, nel sudovest della Nigeria.

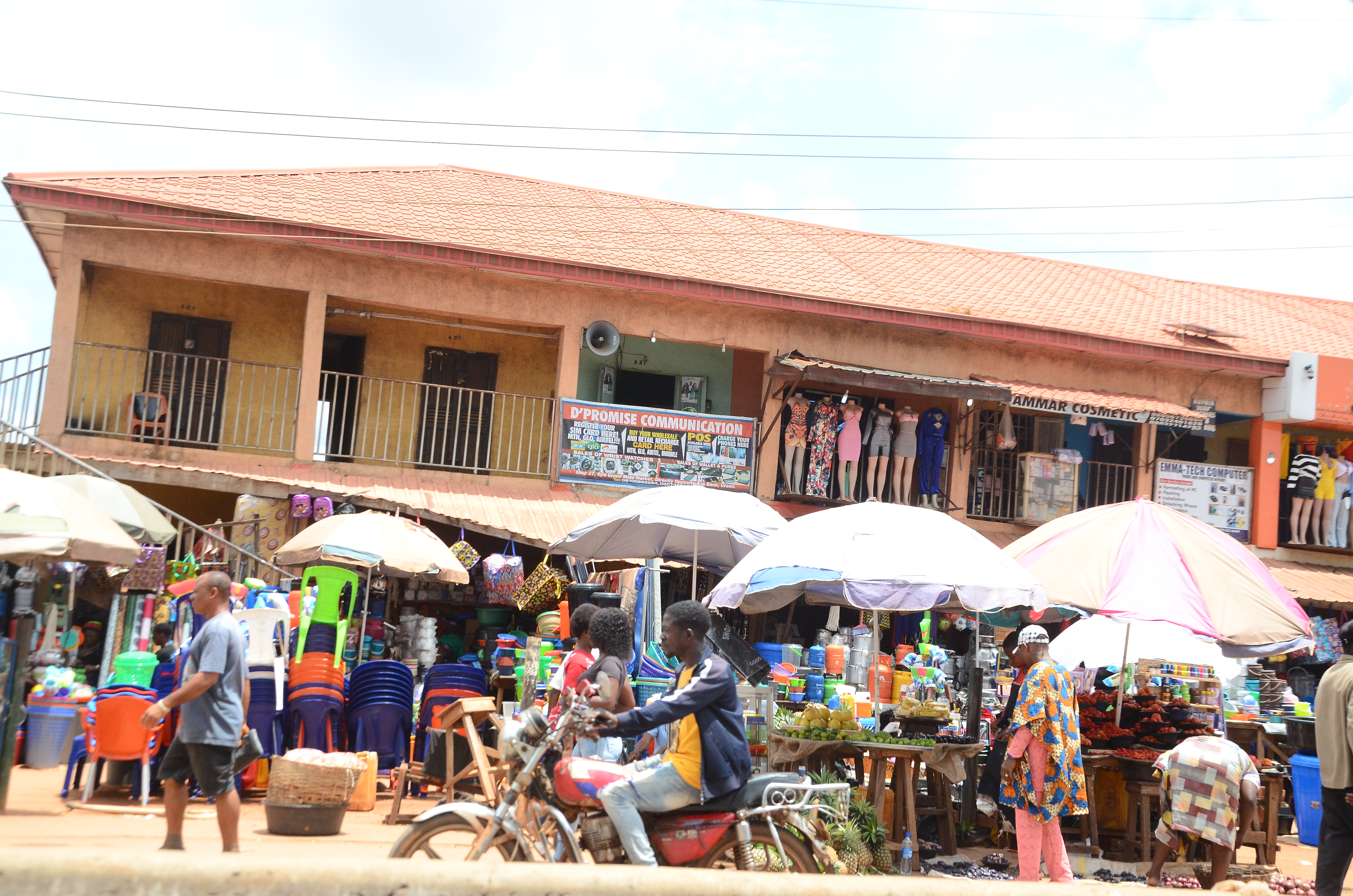

Il nome, secondo alcuni studiosi, fa riferimento all'emigrazione di un popolo del Regno del Benin, un antico regno nigeriano, da non confondere con l'attuale stato del Benin, che comprendeva vasti territori tra cui lo stesso territorio che forma oggi lo stato di Edo. Gli emigrati fuggirono dalla capitale Edo (oggi Benin City) e si stabilirono nella parte occidentale del regno dove presero il nome di E san fia (che nella lingua locale significa sono fuggiti) prima e di Esan poi. 'Ishan' invece  è la versione inglese del nome Esan, tuttora usata, il risultato della completa incapacità da parte dei coloni britannici di pronunciare correttamente il nome di questo gruppo etnico.
A metà del XV secolo Oba Ewuare il grande, sovrano del Regno del Benin, impose delle strettissime limitazioni alla libertà dei suoi sudditi in segno di lutto per la morte di due suoi figli. Tale lutto sarebbe dovuto durare tre anni e comprendeva tra gli altri il divieto ad avere rapporti sessuali, di lavarsi, di suonare e di danzare.
Molti non si adattarono al severo regime e fuggirono verso est, unendosi ad altri Edo fuggiti in epoche precedenti.
Il regno in breve si spopolò e Oba Ewuare mosse guerra contro i fuggitivi occupando 201 villaggi e città, ma si rese conto che per mantenere l'ordine avrebbe dovuto usare la diplomazia. Convocò allora i leader dei territori non ancora conquistati e propose loro di diventare Onojie, che significa re, di territori vassalli a cui avrebbe garantito appoggio in caso di disordini interni.
Ekperejie di Arrua, Alan di Ewohimi e Ijiebomen di Ekpoma sfidarono il rischio ed andarono all'incontro con Oba Ewuare di persona, mentre Okirare di Ohordua, suo fratello di Emu, Ede di Ubgoha ed il leader di Uromi inviarono dei loro rappresentanti. I convenuti furono premiati col titolo di Onojie, a scapito di chi li aveva inviati, e gli incidenti che ne seguirono furono soppressi con l'aiuto dell'Oba.
Il potere di questi Onojie si è tramandato ed ancora oggi esistono 35 clan Esan capeggiati ognuno da un Onojie, i 35 territori relativi ai clan fanno parte di 5 aree amministrative locali: quella ovest presieduta dagli Epkoma, quella centrale dagli Irrua, quella nordest dagli Uromi, quella sudest dagli Ubiaja e quella di Iguelben presieduta dagli stessi Iguelben.
I confini degli Esan si estendono da Etsako a nord, a Benin City a est, da Agbor a sud-est, al Fiume Niger ad ovest. 
La lingua parlata da ogni singolo clan è differente da quella di altri clan, e per comunicare si usa un miscuglio composto da inglese pidgin, portoghese e lingue locali.
Gli Esan hanno avuto tra le loro file anche personaggi di spicco della società nigeriana, tra cui alcuni comandanti militari e leader di partiti politici.
Il termine Esan (Ishan) può fare riferimento a:
(1) il gruppo etnico; 
(2) una persona o collettivamente le persone che appartengono a questo gruppo etnico; 
(3) la lingua parlata degli Esan, derivante dal KWA, sottogruppo della famiglia linguistica del Niger-Congo che include le lingue parlate nelle regioni costiere dell'Africa occidentale.
(4) vocaboli che fanno riferimento a Esan, ad esempio uro Esan (lingua Esan), otọ Esan (madreterra Esan).